# Manuel Pasqual
Manuel Pasqual (San Donà di Piave, 13 marzo 1982) è un allenatore di calcio ed ex calciatore italiano, di ruolo difensore, commissario tecnico della nazionale Under-16 italiana.

## Caratteristiche tecniche
Ha giocato come terzino sinistro che poteva essere impiegato anche come esterno sinistro in un centrocampo a 5. Molto abile nell'effettuare cross, una caratteristica che gli ha permesso di servire molti assist per i compagni, nella sua carriera calcistica, possedeva una buona abilità nel battere i calci piazzati.

## Carriera

### Giocatore

#### Club

##### Gli esordi, Arezzo
Cresciuto nelle giovanili della Reggina, inizia la sua carriera giocando nella stagione 1999-2000 nel Campionato Nazionale Dilettanti con la maglia del Derthona a diciassette anni. L'anno dopo passa al Pordenone in Serie D e ci resta per un anno, dopodiché viene acquistato dal Treviso, che in quel periodo milita in Serie C1; colleziona 2 presenze in campionato.
Nel gennaio 2002 viene allora ingaggiato dall'Arezzo, sempre in Serie C1, dove alla sua prima stagione disputa dieci partite. Dalla stagione successiva comincia a giocare stabilmente da titolare, ma la sua squadra si classifica all'ultimo posto nel proprio girone.
Grazie a un ripescaggio l'Arezzo riesce comunque a rimanere in Serie C1 e nel campionato 2003-2004 conquista la promozione in Serie B. Nel 2004-2005 esordisce quindi in Serie B, giocando 39 partite.

##### Fiorentina
Nella sessione estiva di calciomercato del 2005 la Fiorentina acquista la metà del suo cartellino dall'Arezzo per 2,5 milioni di euro. L'esordio nella massima serie avviene il 18 settembre 2005 quando entra come sostituto nella partita casalinga disputata contro l'Udinese, terminata 4-2. Nelle successive partite viene schierato titolare dal proprio allenatore Cesare Prandelli. Alla fine della stagione 2005-2006 conta 35 presenze con un gol e raggiunge con la squadra la qualificazione in Champions League, poi revocata in seguito alle vicende di Calciopoli.
Nel giugno del 2006 la Fiorentina rileva dall'Arezzo la seconda metà del suo cartellino per 3,5 milioni di euro. L'11 aprile 2009 segna il gol dell'1-0 contro il Cagliari, partita che finirà poi 2-1 per i viola. Il 21 luglio 2009 rinnova il contratto fino al 30 giugno 2012.
Nella stagione 2010-2011, durante il recupero di campionato della partita Fiorentina-Inter (1-2), Pasqual segna il gol del momentaneo pareggio. Il 28 novembre 2011 rinnova il contratto con la viola fino al 30 giugno 2014. Dalla stagione 2012-2013, dopo la cessione di Alessandro Gamberini, diventa il nuovo capitano della Fiorentina. L'ultima rete è stata segnata il 3 marzo 2013 in un Fiorentina-Chievo 2-1, nel quale il calciatore segna la rete del momentaneo 1-0 per i viola.
Il 22 ottobre 2013 rinnova nuovamente con la società toscana fino al 30 giugno 2015 con opzione per l'anno successivo legato alle presenze.
Il 6 novembre 2014 segna il suo primo gol nelle coppe continentali, con una punizione che fissa l'1-1 nella sfida interna contro il PAOK di Salonicco, risultato che garantisce ai gigliati la qualificazione ai sedicesimi di Europa League. Il 14 aprile 2015 rinnova per un ulteriore anno fino al 30 giugno 2016.
Il 17 gennaio 2016, nella partita di San Siro contro il Milan, raggiunge il record di 350 presenze assolute con la maglia della Fiorentina, diventando il settimo giocatore più rappresentativo della storia viola. Nella partita vinta 3-2 a Bergamo contro l'Atalanta centra il prestigioso traguardo delle 300 presenze in Serie A, tutte con la maglia della Fiorentina, quarto giocatore della Viola a raggiungere questo traguardo dopo Giancarlo Antognoni, Giuseppe Chiappella e Sergio Cervato. Contestualmente raggiunge Giancarlo De Sisti al sesto posto assoluto della graduatoria dei più presenti con la maglia viola.
L'8 maggio 2016 gioca la sua ultima partita con la Fiorentina allo Stadio Artemio Franchi, venendo sostituito al 60º da Marcos Alonso e salutando così il pubblico di Firenze, dopo la decisione da parte della società fiorentina di non procedere al rinnovo del contratto del giocatore anche a causa di contrasti con l'allenatore Paulo Sousa.

##### Empoli e ritiro
Il 31 maggio 2016, a 34 anni, firma un biennale con l'Empoli. Il 13 agosto 2016 esordisce con la maglia della sua nuova squadra nella partita Empoli-L.R. Vicenza (2-0), valida per il terzo turno di Coppa Italia. Segna il primo gol con la maglia dell'Empoli il 15 aprile 2017 proprio a Firenze nel derby contro la Fiorentina, segnando il gol vittoria su rigore al 93º. Realizza il suo secondo gol stagionale il 7 maggio 2017 nella partita contro il Bologna in casa. A fine stagione l'Empoli retrocede tuttavia in Serie B.
Pasqual rimane all'Empoli nella serie cadetta, diventando anche capitano della squadra complice l'addio di Massimo Maccarone. Il 16 ottobre 2017 realizza, con un pallonetto, il gol della vittoria all'86º minuto di Virtus Entella-Empoli (2-3). Sigla il secondo gol stagionale, direttamente su calcio di punizione, nella partita persa contro la Salernitana per 2-1 il successivo 28 ottobre. A fine stagione realizza 4 gol in 38 presenze, e contribuisce da protagonista alla promozione dell'Empoli che vince il campionato di Serie B.
Tornato quindi in Serie A, ottiene 22 presenze e un gol nella stagione 2018-2019 che vede l'Empoli retrocedere di nuovo in Serie B.
Infine, rimasto svincolato dopo la retrocessione, comunica il proprio ritiro ufficiale dal calcio giocato l'11 gennaio 2020, a 37 anni.

#### Nazionale
In occasione della partita amichevole fra Italia e Germania del 1º marzo 2006, Pasqual viene convocato per la prima volta in Nazionale dal CT Marcello Lippi. Durante la partita disputata al Franchi di Firenze e terminata in favore degli azzurri con il punteggio di 4-1, esordisce entrando nei minuti finali al posto di Camoranesi.
Dopo aver mancato la convocazione per il Mondiale 2006, perché chiuso nel suo ruolo da Zambrotta e Grosso, viene convocato nuovamente dal nuovo CT Roberto Donadoni, nell'amichevole con la Turchia del 15 novembre 2006.
Il 6 settembre 2013, dopo quasi 7 anni di assenza, ritrova l'azzurro venendo convocato dal CT Cesare Prandelli in luogo dell'infortunato Luca Antonelli, in vista dell'impegno nelle qualificazioni mondiali contro la Repubblica Ceca del 10 settembre 2013, in cui scende in campo come titolare. Esce per infortunio (taglio alla testa procuratogli da Kozák con una gomitata) al 30º minuto del secondo tempo e viene sostituito da Ogbonna. È stato inserito nella lista di 30 calciatori pre-convocati in vista del Mondiale 2014 ma infine Prandelli lo esclude dalla lista definitiva dei 23 convocati.
Il 4 settembre 2014 viene inserito nella lista dei convocati in vista dell'amichevole con i Paesi Bassi e per la partita contro la Norvegia. Entrato al 16º minuto del secondo tempo contro gli scandinavi, offre l'assist per il gol del decisivo 2-0 di Bonucci.

### Dopo il ritiro
Già da qualche mese opinionista per 90º minuto quando era svincolato, il 14 gennaio 2020 debutta come commentatore tecnico su Rai 1 per Inter-Cagliari di Coppa Italia affiancando Alberto Rimedio. Affianca poi Luca De Capitani nel commento di alcune partite della Nazionale Under-21, ancora di Coppa Italia e dell’Europeo. Dal novembre del 2021, commenta le partite su DAZN.

### Allenatore
Il 1º agosto 2024, viene ufficialmente nominato vice allenatore di Daniele Franceschini, tecnico della nazionale Under-18 italiana. Il 17 luglio 2025, viene promosso a ct della nazionale Under-16 italiana.

## Statistiche

### Presenze e reti nei club
Statistiche aggiornate al 17 marzo 2019.
| Stagione          | Squadra           | Campionato        | Campionato | Campionato | Coppe nazionali | Coppe nazionali | Coppe nazionali | Coppe continentali | Coppe continentali | Coppe continentali | Altre coppe | Altre coppe | Altre coppe | Totale | Totale |
| Stagione          | Squadra           | Comp              | Pres       | Reti       | Comp            | Pres            | Reti            | Comp               | Pres               | Reti               | Comp        | Pres        | Reti        | Pres   | Reti   |
| ----------------- | ----------------- | ----------------- | ---------- | ---------- | --------------- | --------------- | --------------- | ------------------ | ------------------ | ------------------ | ----------- | ----------- | ----------- | ------ | ------ |
| 1999-2000         | Derthona          | CND               | 15         | 0          | -               | -               | -               | -                  | -                  | -                  | -           | -           | -           | 15     | 0      |
| 2000-2001         | Pordenone         | D                 | 30         | 1          | -               | -               | -               | -                  | -                  | -                  | -           | -           | -           | 30     | 1      |
| 2001-gen. 2002    | Treviso           | C1                | 2          | 0          | CI+CI-C         | 2+0             | 0               | -                  | -                  | -                  | -           | -           | -           | 4      | 0      |
| gen.-giu. 2002    | Arezzo            | C1                | 10         | 0          | CI+CI-C         | 0+0             | 0               | -                  | -                  | -                  | -           | -           | -           | 10     | 0      |
| 2002-2003         | Arezzo            | C1                | 31         | 1          | CI-C            | 1               | 0               | -                  | -                  | -                  | -           | -           | -           | 32     | 1      |
| 2003-2004         | Arezzo            | C1                | 28         | 2          | CI-C            | 1               | 0               | -                  | -                  | -                  | SL-C1       | 2           | 1           | 31     | 3      |
| 2004-2005         | Arezzo            | B                 | 39         | 0          | CI              | 3               | 0               | -                  | -                  | -                  | -           | -           | -           | 42     | 0      |
| Totale Arezzo     | Totale Arezzo     | Totale Arezzo     | 108        | 3          |                 | 5               | 0               |                    | -                  | -                  |             | 2           | 1           | 115    | 4      |
| 2005-2006         | Fiorentina        | A                 | 35         | 1          | CI              | 4               | 0               | -                  | -                  | -                  | -           | -           | -           | 39     | 1      |
| 2006-2007         | Fiorentina        | A                 | 34         | 0          | CI              | 2               | 0               | -                  | -                  | -                  | -           | -           | -           | 36     | 0      |
| 2007-2008         | Fiorentina        | A                 | 29         | 0          | CI              | 2               | 0               | CU                 | 9                  | 0                  | -           | -           | -           | 40     | 0      |
| 2008-2009         | Fiorentina        | A                 | 19         | 1          | CI              | 1               | 0               | UCL+CU             | 0+2                | 0                  | -           | -           | -           | 22     | 1      |
| 2009-2010         | Fiorentina        | A                 | 21         | 0          | CI              | 3               | 0               | UCL                | 5                  | 0                  | -           | -           | -           | 29     | 0      |
| 2010-2011         | Fiorentina        | A                 | 34         | 1          | CI              | 0               | 0               | -                  | -                  | -                  | -           | -           | -           | 34     | 1      |
| 2011-2012         | Fiorentina        | A                 | 32         | 0          | CI              | 2               | 0               | -                  | -                  | -                  | -           | -           | -           | 34     | 0      |
| 2012-2013         | Fiorentina        | A                 | 35         | 2          | CI              | 3               | 1               | -                  | -                  | -                  | -           | -           | -           | 38     | 3      |
| 2013-2014         | Fiorentina        | A                 | 26         | 0          | CI              | 4               | 1               | UEL                | 5                  | 0                  | -           | -           | -           | 35     | 1      |
| 2014-2015         | Fiorentina        | A                 | 20         | 2          | CI              | 1               | 0               | UEL                | 7                  | 1                  | -           | -           | -           | 28     | 3      |
| 2015-2016         | Fiorentina        | A                 | 17         | 0          | CI              | 1               | 0               | UEL                | 3                  | 0                  | -           | -           | -           | 21     | 0      |
| Totale Fiorentina | Totale Fiorentina | Totale Fiorentina | 302        | 7          |                 | 23              | 2               |                    | 31                 | 1                  |             | -           | -           | 356    | 10     |
| 2016-2017         | Empoli            | A                 | 32         | 2          | CI              | 1               | 0               | -                  | -                  | -                  | -           | -           | -           | 33     | 2      |
| 2017-2018         | Empoli            | B                 | 38         | 4          | CI              | 1               | 0               | -                  | -                  | -                  | -           | -           | -           | 39     | 4      |
| 2018-2019         | Empoli            | A                 | 22         | 1          | CI              | 1               | 0               | -                  | -                  | -                  | -           | -           | -           | 23     | 1      |
| Totale Empoli     | Totale Empoli     | Totale Empoli     | 92         | 7          |                 | 3               | 0               |                    | -                  | -                  |             | -           | -           | 95     | 7      |
| Totale carriera   | Totale carriera   | Totale carriera   | 549        | 19         |                 | 31              | 2               |                    | 31                 | 1                  |             | 2           | 1           | 613    | 23     |

### Cronologia presenze e reti in nazionale
| Cronologia completa delle presenze e delle reti in nazionale ― Italia | Cronologia completa delle presenze e delle reti in nazionale ― Italia | Cronologia completa delle presenze e delle reti in nazionale ― Italia | Cronologia completa delle presenze e delle reti in nazionale ― Italia | Cronologia completa delle presenze e delle reti in nazionale ― Italia | Cronologia completa delle presenze e delle reti in nazionale ― Italia | Cronologia completa delle presenze e delle reti in nazionale ― Italia | Cronologia completa delle presenze e delle reti in nazionale ― Italia |
| Data                                                                  | Città                                                                 | In casa                                                               | Risultato                                                             | Ospiti                                                                | Competizione                                                          | Reti                                                                  | Note                                                                  |
| --------------------------------------------------------------------- | --------------------------------------------------------------------- | --------------------------------------------------------------------- | --------------------------------------------------------------------- | --------------------------------------------------------------------- | --------------------------------------------------------------------- | --------------------------------------------------------------------- | --------------------------------------------------------------------- |
| 1-3-2006                                                              | Firenze                                                               | Italia                                                                | 4 – 1                                                                 | Germania                                                              | Amichevole                                                            | -                                                                     | 89’                                                                   |
| 15-11-2006                                                            | Bergamo                                                               | Italia                                                                | 1 – 1                                                                 | Turchia                                                               | Amichevole                                                            | -                                                                     | 71’                                                                   |
| 10-9-2013                                                             | Torino                                                                | Italia                                                                | 2 – 1                                                                 | Rep. Ceca                                                             | Qual. Mondiali 2014                                                   | -                                                                     | 78’                                                                   |
| 15-10-2013                                                            | Napoli                                                                | Italia                                                                | 2 – 2                                                                 | Armenia                                                               | Qual. Mondiali 2014                                                   | -                                                                     | 60’                                                                   |
| 18-11-2013                                                            | Londra                                                                | Italia                                                                | 2 – 2                                                                 | Nigeria                                                               | Amichevole                                                            | -                                                                     |                                                                       |
| 4-9-2014                                                              | Bari                                                                  | Italia                                                                | 2 – 0                                                                 | Paesi Bassi                                                           | Amichevole                                                            | -                                                                     | 68’                                                                   |
| 9-9-2014                                                              | Oslo                                                                  | Norvegia                                                              | 0 – 2                                                                 | Italia                                                                | Qual. Euro 2016                                                       | -                                                                     | 61’                                                                   |
| 13-10-2014                                                            | Ta' Qali                                                              | Malta                                                                 | 0 – 1                                                                 | Italia                                                                | Qual. Euro 2016                                                       | -                                                                     |                                                                       |
| 16-11-2014                                                            | Milano                                                                | Italia                                                                | 1 – 1                                                                 | Croazia                                                               | Qual. Euro 2016                                                       | -                                                                     | 28’                                                                   |
| 16-6-2015                                                             | Ginevra                                                               | Italia                                                                | 0 – 1                                                                 | Portogallo                                                            | Amichevole                                                            | -                                                                     | 73’                                                                   |
| 3-9-2015                                                              | Firenze                                                               | Italia                                                                | 1 – 0                                                                 | Malta                                                                 | Qual. Euro 2016                                                       | -                                                                     |                                                                       |
| Totale                                                                |                                                                       | Presenze                                                              | 11                                                                    |                                                                       | Reti                                                                  | 0                                                                     |                                                                       |

### Statistiche da allenatore

#### Nazionale
| Squadra     | Naz               | dal            | al       | Record | Record | Record | Record     | Record | Record | Record | Record |
| G           | V                 | N              | P        | GF     | GS     | DR     | % Vittorie |        |        |        |        |
| ----------- | ----------------- | -------------- | -------- | ------ | ------ | ------ | ---------- | ------ | ------ | ------ | ------ |
| Italia U-16 | Italia (bandiera) | 17 luglio 2025 | in corso | 0      | 0      | 0      | 0          | 0      | 0      | +0     | —      |
| Totale      | Totale            | Totale         | Totale   | 0      | 0      | 0      | 0          | 0      | 0      | −0     | —      |

## Palmarès

### Club

#### Competizioni nazionali
- Campionato italiano Serie C1: 1

Arezzo: 2003-2004
- Supercoppa di Lega di Serie C: 1

Arezzo: 2004
- Campionato italiano di Serie B: 1

Empoli: 2017-2018